# Silvio José Cardoso Reis Junior
Silvio José Cardoso Reis Junior (sinh ngày 1 tháng 7 năm 1990) là một cầu thủ bóng đá người Brasil.

## Sự nghiệp câu lạc bộ
Silvio José Cardoso Reis Junior đã từng chơi cho Albirex Niigata.